# Astragalus bellus
Astragalus bellus är en ärtväxtart som först beskrevs av Carl Ernst Otto Kuntze, och fick sitt nu gällande namn av Robert Elias Fries. Astragalus bellus ingår i släktet vedlar, och familjen ärtväxter. Inga underarter finns listade i Catalogue of Life.